# Paint Creek (Texas)

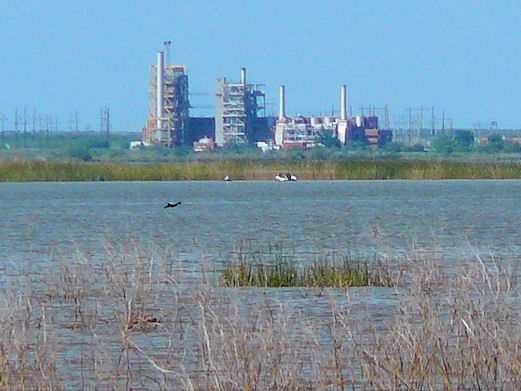
Energiecentrale in Paint Creek

Paint Creek is een plaats (Gemeentevrij gebied) in de Amerikaanse staat Texas, en valt bestuurlijk gezien onder Haskell County.

## Demografie
Bij de volkstelling in 1950 werd het aantal inwoners geschat rond de 14,000. In 2011 is het aantal inwoners door het United States Census Bureau vastgesteld op 5,899